# Polja smrti (film)
Polja smrti je britanski biografski dramski film iz leta 1984. Film govori o Pol Potovem prevzemu Kambodže s pomočjo Rdečih Kmerov, s čimer so jo spremenili v enopartijsko komunistično državo. Zgodba govori tudi o Kambodžanu Pranu in Američanu Sandsu, ki se v filmu prebijata skozi življenje pod režimom Rdečih Kmerov. Film je režiral Roland Joffé, produciral pa David Puttnam za svoje podjetje Goldcrest Films. Sam Waterston je v filmu nastopil kot Schanberg, Haing S. Ngor kot Pran, Julian Sands kot Jon Swain in John Malkovich kot Al Rockoff. Priredbo za snemanje filma je napisal Bruce Robinson; glasbo je napisal Mike Oldfield, uredil pa David Bed ford.
Film je doživel takojšen uspeh in številne pozitivne kritike. Na 57. podelitvi oskarjev je film prejel sedem nominacij za oskarja, vključno z najboljšim filmom; osvojil je tri, za najboljšega stranskega igralca (Haing S. Ngor), ki ni imel predhodnih igralskih izkušenj, ter najboljšo kamero in najboljšo montažo. Na 38. podelitvi filmskih nagrad Britanske akademije je prejel osem nagrad BAFTA, med drugim za najboljši film in najboljšega igralca v glavni vlogi (Ngor).
Leta 1999 je Britanski filmski inštitut film razglasil za 100. največji britanski film 20. stoletja. Leta 2016 ga je britanska filmska revija Empire uvrstila na 86. mesto na svojem seznamu 100 najboljših britanskih filmov.

## Vsebina
V kamboškem glavnem mestu Phnom Penhu kamboška narodna vojska maja 1973 zaradi čezmejnih vplivov vietnamske vojne vodi državljansko vojno s komunistično skupino Rdečih Kmerov pod poveljstvom Pol Pota. Dith Pran, kamboški novinar za The New York Times, čaka na prihod poročevalca Sydneyja Schanberga na mestno letališče, a nenadoma odide. Schanberg se s taksijem odpelje do hotela, kjer se sreča s fotografom Alom Rockoffom. Pran pozneje sreča Schanberga in mu pove, da se je v mestu Neak Leung zgodil incident; domnevno je ameriški B-52 bombardiral mesto. Schanberg in Pran gresta v Neak Leung, kjer ugotovita, da je bilo mesto bombardirano. Schanberg in Pran sta aretirana, ko poskušata fotografirati usmrtitev dveh operativcev Rdečih Kmerov. Na koncu so izpuščeni in Schanberg je jezen, ko prispe mednarodni tiskovni zbor z ameriško vojsko.
Dve leti pozneje, leta 1975, veleposlaništva v Phnom Penhu evakuirajo prebivalce pred prihodom Rdečih Kmerov. Schanberg zagotovi evakuacijo Prana, njegove žene in njunih štirih otrok. Pran vztraja, da ostane in pomaga Schanbergu. Rdeči Kmeri medtem prispejo v prestolnico. Med parado po mestu Schanberg sreča Rockoffa. Kasneje jih sreča oddelek Rdečih Kmerov, ki jih takoj aretirajo. Skupino odpeljejo skozi mesto v slepo ulico, kjer zaslišijo in usmrtijo zapornike. Pran, edini nepoškodovani zapornik, se nato pogaja, da bi rešil življenja svojim prijateljem. Ne zapustijo Phnom Penha, ampak se umaknejo na francosko veleposlaništvo. Rdeči Kmeri ukažejo predajo vseh kamboških državljanov na veleposlaništvu. V strahu pred napadom Rdečih Kmerov veleposlanik ukrepa. Ker vedo, da bo Pran zaprt ali ubit, Rockoff in njegov kolega in fotograf Jon Swain iz Sunday Timesa poskušata ponarediti britanski potni list za Prana, vendar prevara ne uspe, ko Pranova podoba na fotografiji potnega lista zbledi, saj nimata ustrezne fotografije. Pran je nato predan Rdečim Kmerom in je prisiljen živeti pod njihovim totalitarnim režimom.
Nekaj mesecev po vrnitvi v New York Schanberg sodeluje v osebni kampanji za iskanje Prana v Kambodži; napiše pisma več dobrodelnim ustanovam in vzpostavi tesen stik s Pranovo družino v San Franciscu. Pran medtem postane prisilni delavec v skladu s politiko Rdečih Kmerov »Leto nič«, kar pomeni vrnitev k agrarnim načinom preteklosti. Pran je tudi prisiljen obiskovati propagandne tečaje, kjer mnoge prevzgajajo. Ker so intelektualci prisiljeni oditi, se Pran pretvarja za neizobraženega. Na koncu poskuša pobegniti, a ga ponovno ujamejo. Preden ga najdejo pripadniki Rdečih Kmerov, naleti na eno od zloglasnih polj smrti Pol Potovega režima, kjer sta bila ubita dva milijona kamboških državljanov. Leta 1976 Schanberg prejme Pulitzerjevo nagrado za poročanje o kamboškem genocidu. Med slovesnostjo občinstvu pove, da ameriška politika do Kambodže ni bila obzirna do samih Kambodžanov in da polovica priznanja za nagrado pripada Pranu. Schanberg se v stranišču sooči z Rockoffom, ki ga ostro obtoži, da ni storil dovolj, da bi našel Prana, in da je uporabil svojega prijatelja za osvojitev nagrade. Čeprav Schanberg sprva zagovarja svoja prizadevanja, na koncu prizna, da je Pran v Kambodži ostal zaradi Schanbergovih osebnih želja.
Pran je predan vodji drugega zaporniškega kompleksa, Phatu, in je zadolžen za skrbljenje Phatovega mladega sina. Pran se še naprej obnaša kot neizobražen kmet, kljub številnim poskusom Phata, da bi ga ujel v prevari. Phat začne zaupati Pranu in ga prosi, naj prevzame skrb za sina, če ga bodo ubili. Med obmejno vojno Rdečih Kmerov z Vietnamom Pran odkrije, da ima Phatov sin ameriški denar in zemljevid, ki vodi do varnosti. Ko Phat poskuša preprečiti mlajšim častnikom Rdečih Kmerov, da bi ubili več njegovih sodelavcev, ga nenadoma ustrelijo. V zmedi Pran pobegne s štirimi drugimi zaporniki in s Phatovim sinom se podata na dolgo pot skozi džunglo. Skupina se kasneje loči in trije se odpravijo v drugo smer, Pran pa nadaljuje po zemljevidu s četrtim. Pranov spremljevalec med držanjem fanta aktivira skrito kopensko mino. Medtem ko Pran prosi moškega, naj mu da fanta, mina eksplodira in ubije oba. Pran nato nadaljuje pot skozi džunglo sam, dokler na koncu ne najde begunskega tabora Rdečega križa blizu meje s Tajsko. V Združenih državah Amerike pa medtem Schanberg prejme novico, da je Pran živ in zdrav ter nemudoma odpotuje v tabor Rdečega križa, kjer se ponovno sreča z njim. Prosi Prana, naj mu odpusti, Pran pa z nasmehom odgovori: "Nič se mi ni treba opravičevati, Sydney". Nato se objameta.

## Vloge
- Sam Waterston kot Sydney Schanberg
- Haing S. Ngor kot Dith Pran
- John Malkovich kot Al Rockoff
- Julian Sands kot Jon Swain
- Craig T. Nelson kot major Reeves
- Spalding Gray kot predstavnik ZDA
- Bill Paterson kot dr. MacEntire
- Athol Fugard kot dr. Sundesval
- Graham Kennedy kot Dougal
- Patrick Malahide kot Morgan
- Nell Campbell kot Beth
- Joanna Merlin kot Schanbergova sestra

## Kritike
Film je prejel 93 % pozitivnih ocen pri zbiralniku ocen Rotten Tomatoes na podlagi 40 pregledov, soglasna ocena je: »Umetelno sestavljen, močno odigran in poganjan z močno mešanico jeze in empatije, je film Polja smrti zmagoslavje režiserja Rolanda Jofféja, ki zaznamuje kariero, in mojstrovina kinematografije.« Kritik Roger Ebert je v Chicago Sun Times zapisal: »Film je velik dosežek na vseh tehničnih ravneh – še posebej dobro nas prepriča s svojimi azijskimi lokacijami – vendar so najboljši trenutki človeški, pogovori, izmenjava zaupanja, čakanje, nenaden strah, hitri izbruhi nasilja, obup.« John Simon iz National Review je zapisal: »Kljub vsem napakam je film Polja smrti pomemben, pravzaprav nujen.«
Nekateri, ki so preživeli dogodke v Kambodži, so film kritizirali. Pravi Al Rockoff je izrazil nezadovoljstvo nad upodobitvijo sebe in Schanberga, medtem ko je Denis Cameron po ogledu dokončanega filma poskušal odstraniti svojo posvetovalno zaslugo.